# Саяни (напій)
Саяни — безалкогольний сильногазований тонізуючий напій зеленувато-золотистого кольору, популярний у СРСР.
Крім звичайної лимонадної основи (лимонний сік, цукор і газована вода) напій містив екстракт левзеї, що й надавало йому оригінального смаку та тонізуючого ефекту.
Розроблено наприкінці 1950-х за участю фахівців Всесоюзного науково-дослідного інституту пивоварної, безалкогольної та виноробної промисловості; групі авторів 1960 видано авторське свідоцтво № 132479 на левзейно-лимонний напій «Саяни».
Після розпаду СРСР торгова марка «Саяни» була предметом низки патентних суперечок, в даний час аналоги цього напою випускаються невеликими партіями на низці вітчизняних підприємств з виробництва безалкогольних напоїв, зокрема концерном ОСТ з Чорноголівки.